# ترمان (أديامان)
ترمان (بالتركية: Terman أو Ardıçoluk سابقا)‏ هي قرية كرديّة رشوانيّة تتبع إداريّاً لمديرية أديامان في محافظة أديامان التركية الواقعة في جنوب شرق الأناضول. وبلغ عدد سكانها 432 نسمة في عام 2021.